# ヴァイオリン協奏曲 (三善晃)
ヴァイオリン協奏曲は三善晃が1965年にNHKの委嘱をうけて作曲したヴァイオリン協奏曲である。演奏時間は約25分。

## 初演
まず放送初演が1965年11月7日、東京文化会館にて森正指揮NHK交響楽団、江藤俊哉の独奏により行われ、その翌年の3月1日に放送初演と同じく東京文化会館にて外山雄三指揮NHK交響楽団、独奏江藤俊哉により公開初演が行われた。

## 編成
独奏ヴァイオリン、フルート2（1奏者はピッコロ持ち替えピッコロ持ち替え）、オーボエ2、クラリネット2（1奏者はバスクラリネット持ち替え）、ファゴット2（1奏者はコントラファゴット持ち替え）、ホルン4、トランペット2、トロンボーン3、ティンパニ、懸垂シンバル、トムトム3、タムタム、スネアドラム、バスドラム、木魚3、むち、ヴィブラフォン、グロッケンシュピール、チューブラーベル、木琴、チェレスタ、ハープ、弦五部

## 構成
- 第1楽章 ディアローグ
最初に2つのティンパニよって奏される動機はこの後度々現れる。そしてフルートとヴァイオリンにより主題が提示される。

- 第2楽章 オスティナート

- 第3楽章 レント・ラメンタービレ ‐プレスト‐ペサンテ‐モルト・グラーヴェ